# الحظر المفروض على شمال قبرص

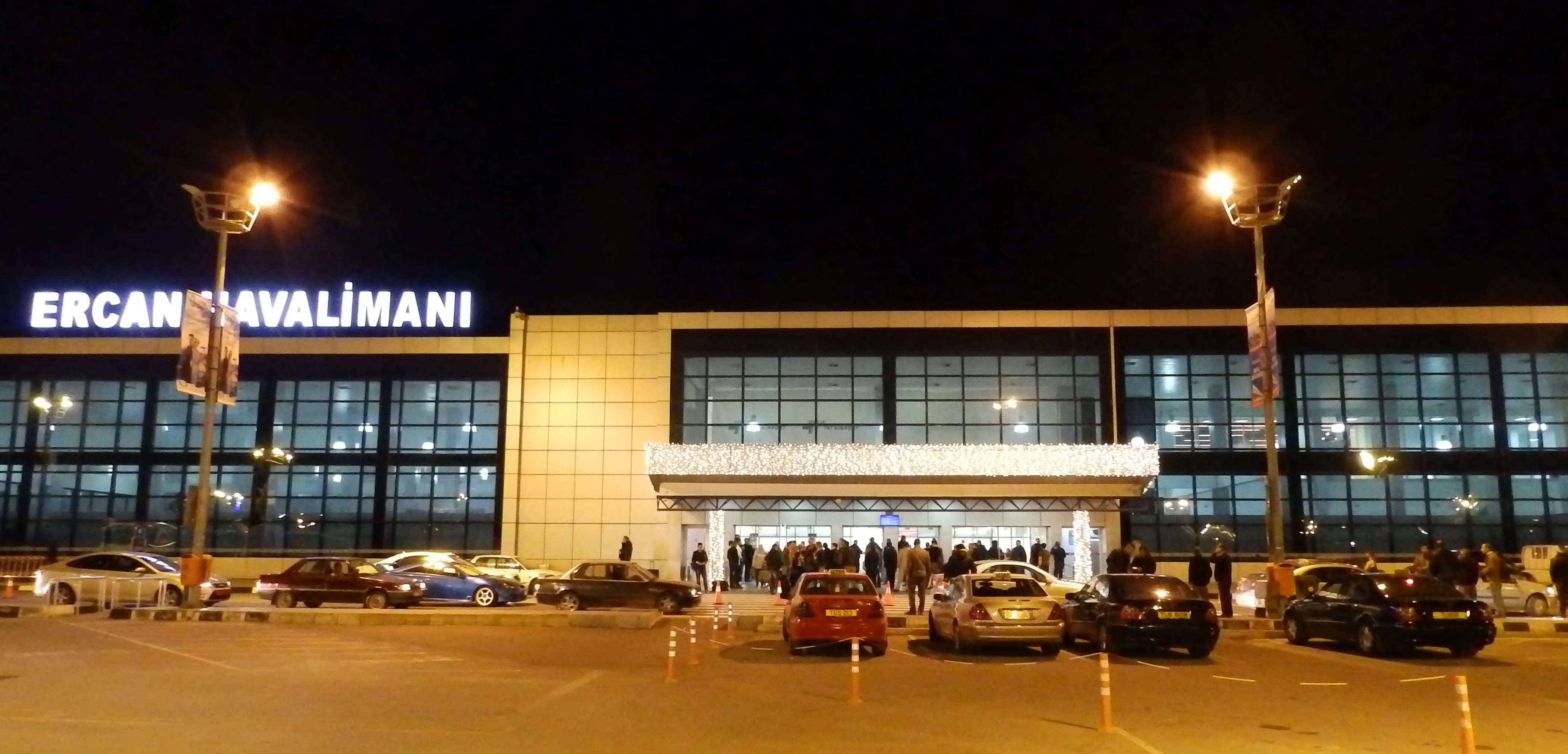
مطار إرجان الدولي حيث لا يمكن إجراء رحلات دولية إلا عبر تركيا بسبب الحظر.

يجري حاليا فرض حظر دولي على شمال قبرص في عدة مجالات. والحصار تدعمه سياسة الأمم المتحدة، وتطبيق الاتحاد الأوروبي له يتماشى مع قرار صادر عن محكمة العدل الأوروبية في عام 1994. فشمال قبرص، وهي بلد تعترف به تركيا وحدها، تخضع لعمليات حظر شديدة منذ إعلانها الاستقلال من جانب واحد في عام 1983، وتشجع عمليات الحظر بنشاط حملة قبرصية يونانية.
ومن بين المؤسسات التي ترفض التعامل مع الطائفة القبرصية التركية الاتحاد البريدي العالمي ومنظمة الطيران المدني الدولي ورابطة النقل الجوي الدولية. وقد تفاقم الحصار الاقتصادي إلى حد كبير بحكم محكمة العدل الأوروبية في عام 1994، عندما اعتبرت شهادات الأغذية الصادرة عن قبرص الشمالية غير مقبولة لدى الاتحاد الأوروبي. تحدث الصادرات والرحلات الجوية من شمال قبرص عبر تركيا مع حظر الرحلات الجوية المباشرة دوليا . ويواجه القبارصة الأتراك نفس المصير في مجالي الرياضة والثقافة أيضا؛ فالفرق القبرصية التركية لا تستطيع أن تلعب مباريات دولية، ولا يجوز للرياضيين القبارصة الأتراك أن يتنافسوا دوليا ما لم يكونوا يمثلون بلدا آخر، كما أن بعض الحفلات الموسيقية للموسيقيين أو الفرق الموسيقية الدولية في شمال قبرص قد أعيقت.